# Miñana
Miñana es una localidad española del municipio de Deza, perteneciente a la provincia de Soria, en la comunidad autónoma de Castilla y León.

## Geografía
Pueblo de la comarca de Campo de Gómara, forma parte del  partido judicial de Soria. Para la administración eclesiástica de la Iglesia católica, forma parte de la diócesis de Osma la cual, a su vez, pertenece a la archidiócesis de Burgos.

## Historia
Hacia mediados del siglo XIX el lugar, por entonces con ayuntamiento propio, tenía contabilizada una población de 230 habitantes. Aparece descrito en el decimoprimer volumen del Diccionario geográfico-estadístico-histórico de España y sus posesiones de Ultramar de Pascual Madoz de la siguiente manera:

MIÑANA: l. con ayunt. en la prov. y part. jud. de Soria (7 leg.), aud. terr. y c. g. de Burgos (40), dióc. de Osma (17): sit. en una pequeña altura con libre ventilacion y clima templado y sano, sin que se conozcan mas enfermedades especiales que algunas tercianas: tiene 56 casas, la consistorial con cárcel, escuela de instruccion primaria frecuentada por 25 alumnos, á cargo de un maestro dotado con 500 rs., una igl. parr. (la Purificacion de Ntra. Sra.), servida por 1 cura y 1 sacristan; fuera de la pobl. inmediata á la misma hay una fuente de buenas aguas, que provee al vecindario para sus necesidades domésticas. térm.: confina N. Peñaalcazar; E. Deza; S. Torlengua, y O. Mazateron; dentro de él se encuentran 5 manantiales de buenas aguas y una ermita (Ntra. Sra. de Villa los Pardos): el terreno participa de vega y secano; el primero fertilizado por el r. Deza, es de buena calidad; el segundo quebrado, áspero y barrancoso; comprende dos montes, uno pequeño encinar sit. al E., y otro mas estenso de robles al O. caminos: los locales y el que conduce á Aragon, en mediano estado. correo: se recibe y despacha en la adm. de Soria, por un balijero que pagan varios pueblos. prod.: trigo, cebada, avena, garbanzos, guijas, patatas, cáñamo, verduras, leñas de combustible y carboneo y yerbas de pasto, con las que se mantiene ganado lanar, mular, vacuno y de cerda; abunda la caza de liebres y algunas perdices. ind.: la agrícola y 1 molino harinero. comercio: esportacion del sobrante de frutos, é importacion de los art. de consumo que faltan. pobl.: 59 vec., 230 alm. cap. imp.: 34,438 rs., 6 mrs. presupuesto municipal: 1,800; se cubre con los fondos de propios y arbitrios y reparto vecinal.
(Madoz, 1848, p. 423)

El municipio de Miñana desapareció en 1966, al fusionarse con los de Deza y La Alameda.

## Demografía
| Gráfica de evolución demográfica de Miñana entre 1842 y 1960 |
| |
| Población de derecho según los censos de población del INE Población de hecho según los censos de población del INEEntre el censo de 1970 y el anterior, este municipio desaparece porque se integra en el municipio 42076 (Deza) |

## Patrimonio
En la localidad hay una iglesia bajo la advocación de la Purificación de Nuestra Señora. Hay una ermita dedicada a la virgen de Villalospardos a 3 km del barrio.

## Fiestas
Tercer fin de semana de agosto, Longanizada en fiestas y rancho popular.